# استوره سیورتسن
استوره سیورتسن (انگلیسی: Sture Sivertsen؛ زادهٔ ۱۶ آوریل ۱۹۶۶) اسکی‌باز صحرانوردی اهل نروژ بود.